# Seaborg
Seaborg (Sg, łac. seaborgium), wcześniej unnilhexium (Unh) – pierwiastek chemiczny z grupy metali przejściowych w układzie okresowym. Nazwa pochodzi od nazwiska amerykańskiego chemika Glenna T. Seaborga.
Znane jest 12 izotopów tego pierwiastka. Najbardziej stabilnym jest izotop 269Sg, który ma czas połowicznego zaniku ok. 5 minut.
Pierwiastek ten nie występuje naturalnie; został sztucznie otrzymany równolegle przez dwa zespoły naukowe. W lipcu 1974 r. zespół Alberta Ghiorso z Lawrence Radiation Laboratory na Uniwersytecie Kalifornijskim opublikował informacje o otrzymaniu izotopu 263Sg, który miał czas półtrwania około 1 s. We wrześniu tego samego roku radziecki zespół z Dubnej pod kierunkiem Gieorgija Florowa ogłosił otrzymanie izotopu 259Sg, który miał czas półtrwania 0,48 s.
Seaborg ma własności chemiczne zbliżone do wolframu. Pomimo krótkiego czasu życia jąder atomowych seaborgu udało się otrzymać różne związki tego pierwiastka. Należy do nich heksakarbonylek seaborgu, pierwszy znany związek pierwiastka superciężkiego z węglem. 
W superciężkich atomach elektrony walencyjne osiągają prędkości rzędu 80% prędkości światła w próżni, co powoduje znaczny relatywistyczny wzrost ich masy, a w efekcie zmniejszają się ich odległości od jądra. Badania właściwości chemicznych takich pierwiastków prowadzone są m.in. w celu badania tego zjawiska.